# NGC 3112
NGC 3112 é uma galáxia espiral (Sbc) localizada na direcção da constelação de Hydra. Possui uma declinação de -20° 46' 56" e uma ascensão recta de 10 horas, 03 minutos e 59,0 segundos.
A galáxia NGC 3112 foi descoberta em 1886 por Ormond Stone.